# Редуктивна уметност
Редуктивна уметност је термин који описује уметнички стил, а не уметнички покрет. Покрети и други термини повезани са редуктивном уметношћу укључују минимализам, анти-илузионизам, кул уметност, одбациву уметност, Баухаус естетику, дело које наглашава јасноћу, поједностављење, редукована средства, редукцију форме, модернизовану композицију, примарне облике и ограничена боја. Такође га карактерише употреба једноставних материјала, прецизна израда и интелектуална строгост.